# (24602) Mozzhorin
(24602) Mozzhorin est un astéroïde de la ceinture principale.

## Description
(24602) Mozzhorin est un astéroïde de la ceinture principale. Il fut découvert le 3 octobre 1972 à Naoutchnyï par Lioudmila Jouravliova. Il présente une orbite caractérisée par un demi-grand axe de 2,64 UA, une excentricité de 0,27 et une inclinaison de 4,4° par rapport à l'écliptique.

## Compléments